# IC 2524
IC 2524 је лентикуларна галаксија у сазвјежђу Мали лав која се налази на листи објеката дубоког неба у Индекс каталогу.
Деклинација објекта је + 33° 37' 13" а ректасцензија 9h 57m 32,9s. Привидна величина (магнитуда) објекта IC 2524 износи 14,0 а фотографска магнитуда 14,9. Налази се на удаљености од 24,9 милиона парсека од Сунца. IC 2524 је још познат и под ознакама MCG 6-22-39, MK 411, CGCG 182-47, KUG 0954+338, NPM1G +33.0178, PGC 28758.